# USS Badoeng Strait (CVE-116)
L'USS Badoeng Strait (CVE-116) est un porte-avions d'escorte de classe Commencement Bay construit pour l'United States Navy peu après la Seconde Guerre mondiale.
Il est mis sur cale en tant que pétrolier T3 au chantier naval Todd Pacific Shipyards de San Pedro (Los Angeles), dans l'État de Californie (États-Unis) le 18 août 1944. Converti en porte-avions d'escorte, il est lancé le 15 février 1945 et admis au service actif le 14 novembre 1945, sous le commandement du captain Thomas A. Turner, Jr.. Le CVE-116 est le seul navire de l'US Navy nommé en l'honneur du détroit de Badung, détroit qui fut le théâtre d'une bataille entre les Alliés et les forces Japonaises pendant la guerre du Pacifique.

## Historique
Pendant la totalité de sa carrière (douze ans) il servit exclusivement dans le Pacifique, à l'exception d'un séjour de huit mois entre avril 1946 et janvier 1947 au cours duquel il fut hors service.

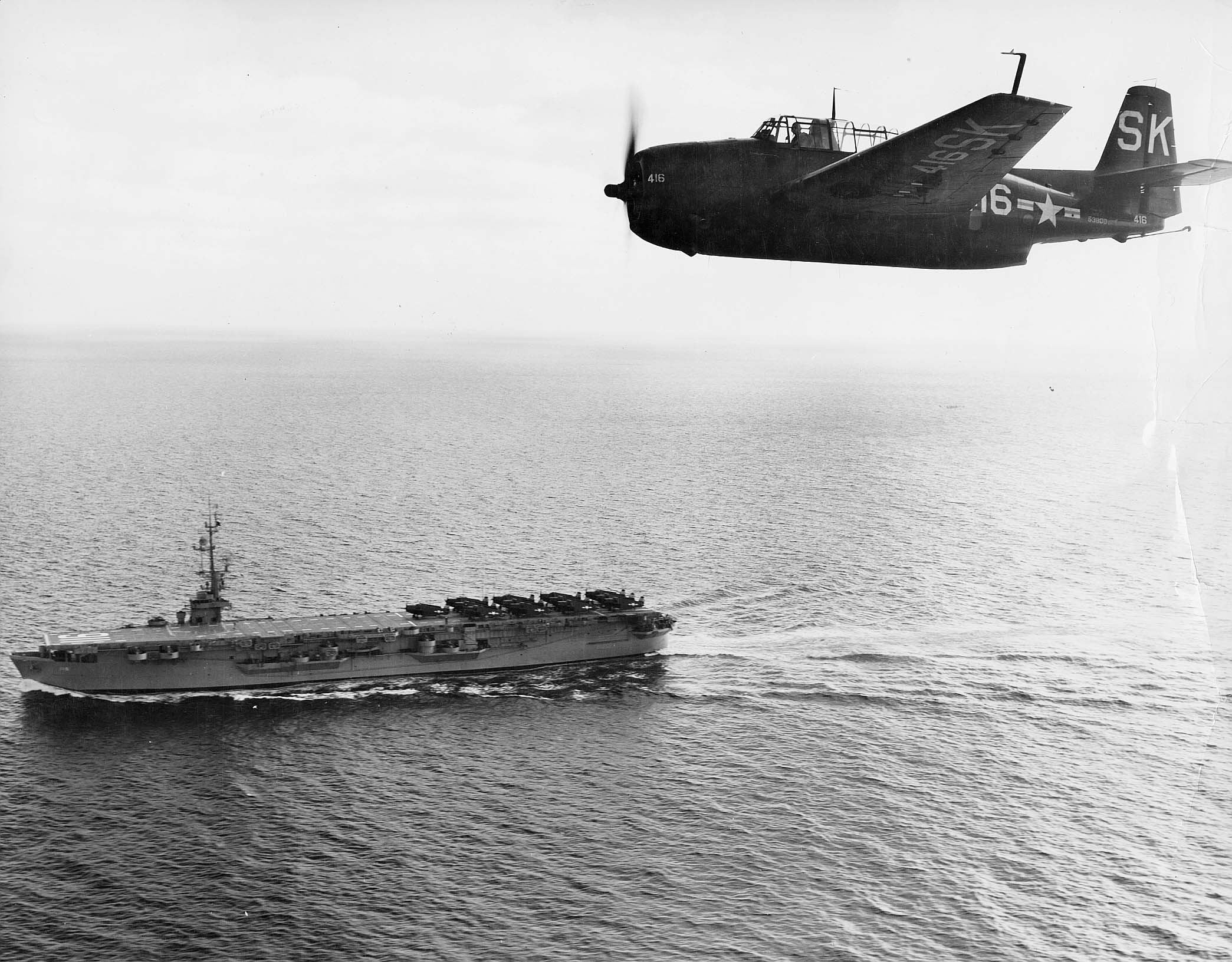
Un Grumman TBF Avenger survolant l'USS Badoeng Strait (vers 1950).

Il fut principalement utilisé pour la lutte anti-sous-marine lors d'opérations dans le Pacifique dans les années 1940, changeant de cap au début des années 1950 pour contribuer à la guerre de Corée. En juillet 1950, il embarqua dans des avions du Corps des Marines et se dirigea vers les mers coréennes au cours duquel il mena des opérations de combat jusqu'en janvier 1951. Lors de son déploiement, il participa activement au débarquement d'Inchon et à l'évacuation de Hungnam.
Le Badoeng Strait eut deux autres déploiements pendant la guerre de Corée jusqu'en 1953, apportant un soutien aux avions de lutte anti-sous-marine et aux avions de combat-bombardiers du Corps des Marines.
Le navire a été envoyé en révision après ses derniers déploiements, avant d'être utilisé dans des opérations d’assaut anti-sous-marins, effectuant une dernière visite en Extrême-Orient dans les années 1950. Il participa aux essais nucléaires de l'opération Redwing en 1956 dans le Pacifique central avant d'être déclassé en mai 1957 et vendu pour démolition en mai 1972.

## Dans la culture populaire
Dans les premiers jours de la guerre de Corée, son rôle a été mis en avant dans le roman Retreat, Hell de W. E. B. Griffin, livre dix de la série The Corps.
Juste avant sa démolition en 1972, le Badoeng Strait a été utilisé pour le tournage des dernières scènes du film Magnum Force.